# 178263 Wienphilo
178263 Wienphilo è un asteroide della fascia principale. Scoperto nel 2007, presenta un'orbita caratterizzata da un semiasse maggiore pari a 3,1585105 UA e da un'eccentricità di 0,2252526, inclinata di 27,77397° rispetto all'eclittica.